# Тылик, Максим Николаевич
Макси́м Никола́евич Ты́лик (4 октября 2005 года, Ростов-на-Дону) — российский дартсмен. Чемпион России, победитель и призёр всероссийских соревнований. Чемпион Европы среди юниоров. Мастер спорта России.

## Биография
Начал заниматься дартсом в семь лет. Первые тренеры — Борис и Зоя Будик. Воспитанник ростовской спортшколы №9.
На юниорском уровне побеждал на чемпионате Европы. Был членом молодёжной сборной России. Неоднократно становился победителем и призёром первенств России по дартсу
В 2021 году в составе сборной Ростовской области стал победителем командного чемпионата России. Вместе с ним золотые медали взяли Антон Колесов, Дмитрий Решетняк, Михаил Майоров и Владислав Светличный.
В 2023 году приостановил карьеру из-за подготовки к выпускным экзаменам в школе №105. Спустя год, будучи студентом университета, вернулся в дартс.
До окончания школы жил в Ростове-на-Дону. После поступления в университет переехал в Севастополь и сейчас представляет этот город на внутрироссийском уровне. Студент севастопольского филиала Московского государственного университета.

## Семья
Отец — Николай Тылик, призёр чемпионатов Южного федерального округа по дартсу. Мать — Ирина Тылик, участница соревнований по дартсу.

## Достижения

### Командные
- Чемпион России (2021)